# Base Aérea de Brasília

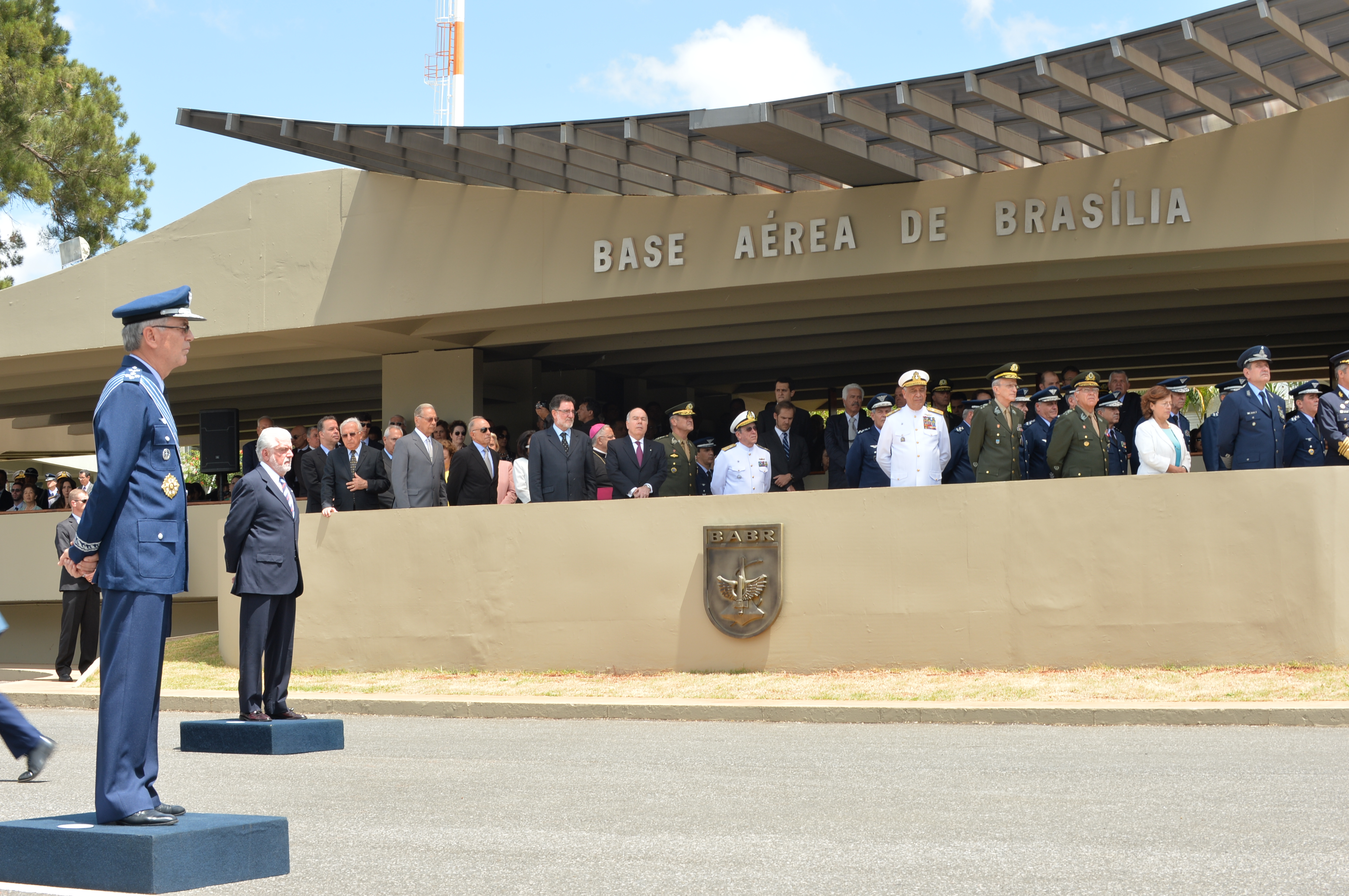
Cerimônia de passagem de comando da Aeronáutica (2015)

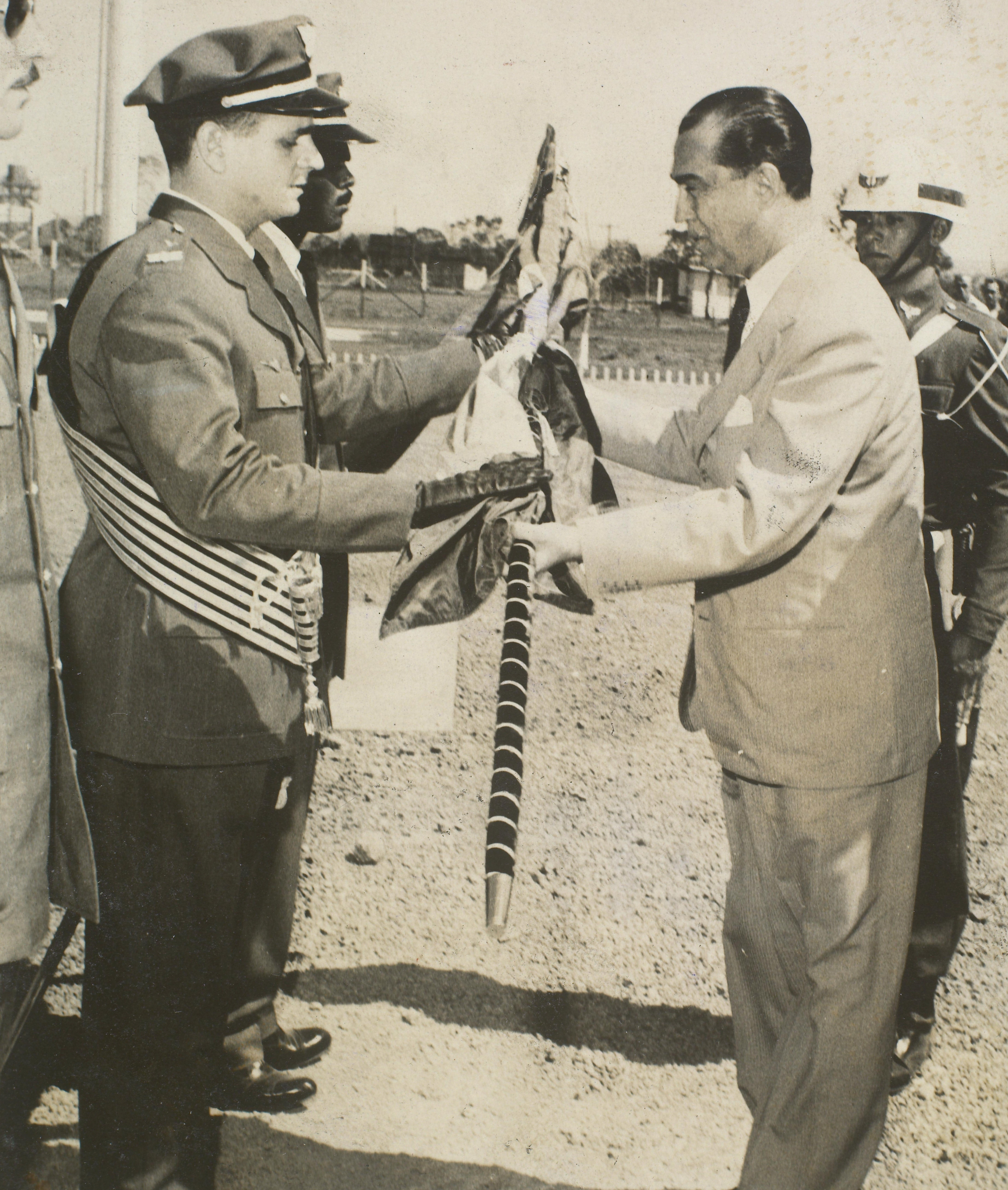
Presidente Juscelino Kubitschek em cerimônia de entrega de bandeira na futura BABR - Brigadeiro Eduardo Gomes (9 de agosto de 1958)

A ALA1 - Base Aérea de Brasília (Antiga: BABR - Brigadeiro Eduardo Gomes) é uma base da Força Aérea Brasileira que funciona junto ao Aeroporto Internacional de Brasília. Foi criada em 3 de dezembro de 1963, e é conhecida em todo o Brasil por ser a base de operações do FAB VC-1A, que é a principal aeronave responsável pelo transporte do(a) Presidente da República. A base é a sede do 6º Esquadrão de Transporte Aéreo e o Grupo de Transporte Especial.

## História
A base foi criada em 3 de dezembro de 1963, três anos após a fundação de Brasília. Desde 1999 porta a insígnia da Ordem do Mérito Militar, concedida pelo presidente Fernando Henrique Cardoso.
Em 2016, a Força Aérea Brasileira iniciou um profundo processo de reestruturação, culminando com a desativação da Base Aérea de Brasília em 19 de janeiro de 2017.  Nesta mesma data, foi ativada em seu lugar a Ala 1, subordinada ao COMPREP - Comando de Preparo.
Como resultado das Enchentes no Rio Grande do Sul em 2024, a base recebeu várias doações de água, roupas, cestas básicas, cobertores, ração animal, produtos de higiene e limpeza, sendo um importante centro logístico. A operação, começada em 3 de maio, trouxe doações à locais afetados por meio de lançamentos com paraquedas.

## Unidades aéreas
Na Base Aérea de Brasília operaram as seguintes unidades da FAB:
- Grupo de Transporte Especial - GTE, Atualmente com aeronaves VC-1A (Airbus A319 Corporate Jetliner); VC2 (Embraer E 190 PR); VC99A/B/C (Embraer ERJ); VH36 (Eurocopter EC725) e VH-35 (Eurocopter EC135). O GTE é responsável pelo transporte aéreo do(a) Presidente da República, ministros e demais autoridades, incluindo dignitários estrangeiros em visita ao Brasil.  O GTE ja voou as aeronaves: VC-96 (Boeing 737-200); VU-55C (Gates Learjet 55); VU-35A (Gates Learjet 35); VH-34 (Eurocopter AS332M Super Puma) e  VH-55 (Helibrás HB-355 Esquilo).
- 6º Esquadrão de Transporte Aéreo, 6º ETA - Esquadrão Guará com aeronaves C-95C (Embraer EMB-110 Bandeirante), C-97 (Embraer EMB-120 Brasília). C-98 (Cessna 208), U-50 (Embraer Legacy 500), U-100 Phenom (Embraer Phenom 100).  O 6º ETA ja voou as aeronaves: VU-9 (Embraer EMB-121 Xingu); VC-97 (Embraer EMB-120 Brasília) e VU-35A (Gates Learjet 35).

## Restruturação: Desativação da BABR e Ativação da Ala 1
Antes da reestruturação da FAB, as bases aéreas tinham o objetivo de apoiar suas unidades sediadas, como forma de subordinação administrativa. Esta função de apoiar foi transferida para os GAP - Grupamentos de Apoio, novas unidades ativadas para este fim.
Com a desativação das bases aéreas, foram ativadas as alas, tradução do termo inglês Wing que nos países de língua inglesa compreendem o agrupamento de três ou mais esquadrões, cujo objetivo é coordenar toda atividade operacional exercida por suas Unidades Aéreas. A Ala 1 foi ativada com o objetivo de conduzir operacionalmente o 6º Esquadrão de Transporte (6º ETA). O GTE continua, no entanto, subordinado ao Gabinete do Comandante da Aeronáutica.
A Ativação da ALA 1 também unificou a Base Aérea de Brasília com o VI Comando Aéreo (VI Comar), tendo entre suas novas unidades o Grupo de Segurança e Defesa (GSD-BR), Grupamento de Apoio (GAP-DF), Cindacta 1, Esquadrão de Logística (ELOG-1), SEREP-BR, dentre outras tendo cada uma com suas função e obrigações.
O primeiro Comandante da Ala 1 foi o Brigadeiro do Ar Ary Soares Mesquita.

## Comandantes da ALA 1 (2017 - )
| Comandantes                 | Período     | ALA 1 |
| Brig Ar Ary Soares Mesquita | 2017 - 2019 | ALA 1 |
| Brig Ar Vincent Dang        | 2019 - 2020 | ALA 1 |
| --------------------------- | ----------- | ----- |
| Brig Ar Meneses             | 2020-       | ALA 1 |